# Gautxo gros
El gautxo gros (Agriornis lividus) és una espècie d'ocell de la família dels tirànids (Tyrannidae) que habita garrigues des de la costa fins a les muntanyes de Xile i sud-oest de l'Argentina, cap al sud fins a la Terra del Foc.